# 11 Canis Majoris
11 Canis Majoris, som är stjärnans Flamsteed-beteckning, är en ensam stjärna, belägen i den norra delen av stjärnbilden Stora hunden. Den har en skenbar magnitud av ca 5,27 och är svagt synlig för blotta ögat där ljusföroreningar ej förekommer. Baserat på parallaxmätning inom Hipparcosuppdraget på ca 4,1 mas, beräknas den befinna sig på ett avstånd på ca 800 ljusår (ca 244 parsek) från solen. Den rör sig bort från solen med en heliocentrisk radialhastighet på ca 15 km/s.

## Egenskaper
11 Canis Majoris är en blå till vit jättestjärna av spektralklass B8/B9 III. Den har en radie, som är ca 7 solradier och utsänder från dess fotosfär ca 485 gånger mera energi än solen vid en effektiv temperatur av ca 9 800 K.